# Nino Niederreiter
Nino Niederreiter (Chur, 1992. szeptember 8. –) svájci jégkorongozó, csatár. Az NHL-ben szereplő Winnipeg Jets játékosa. 

## Karrier
Niederreiter a svájci HC Davos csapatában kezdett el jégkorongozni. A New York Islanders választotta ki őt a 2010-es NHL-drafton az első kör 5. helyén. 2010. október 9-én a Dallas Stars ellen mutatkozott be az NHL-ben.

## Nemzetközi szereplés
2009 óta tagja a svájci felnőtt válogatottnak. A svájci válogatottal három világbajnoki ezüstérmet szerzett, 2013-ban, 2018-ban és 2024-ben.

## Díjai
- Világbajnoki ezüstérmes: 2013, 2018, 2024
- Svájci bajnok: 2009